# 문명 (비디오 게임)
문명(Civilization)는 원래 보드 게임이었는데, 이것을 시드 마이어가 컴퓨터로 즐길 수 있게 턴제 전략 게임으로 제작한 게임 시리즈이다. 또한 문명 I은 문명을 싹피워, 발전시킨다는 관점에서는 경영 시뮬레이션 게임의 성격이 짙어서, 경영(행정) 시뮬레이션 게임의 효시라고 불리기도 한다.

## 게임 방식
문명은 턴을 번갈아 가며 하는 1인용 전략 게임이다. 플레이어는 임의의 문명의 지도자 역할을 수행하며, 개척자 유닛으로 시작해 둘에서 많게는 여섯 개의 타 문명과 경쟁하며 제국을 세워야 한다. 이는 비교적 많은 양의 컨트롤을 요구한다. 플레이어는 정찰, 전쟁, 외교 등과 같은 주요 임무 외에도 새로운 도시 건설, 각 도시의 발전 및 새로운 유닛 생산, 지식의 개발, 그리고 도시 주변 지역을 최대한 효율적으로 사용할 수 있는 방법에 대한 결정을 내려야 한다. 시간이 흐르면, 플레이어의 도시는 특정 소속 국가나 지도자가 없는 야만인들에 의하여 침략당할 수도 있다. 이러한 위협은 아직 점령되지 않은 육지나 바다로부터 발발하기 때문에 게임을 진행할수록 야만인들이 출몰하는 지역이 줄어든다.

## 문명 I 의 문명 목록
| 문명         | 지도자              | 수도         |
| ------------ | ------------------- | ------------ |
| 미국인       | 아브라함 링컨       | 워싱턴       |
| 아스테크인   | 몬테수마            | 테오티우아칸 |
| 바빌로니아인 | 함무라비 대왕       | 바빌론       |
| 중국인       | 마오쩌둥            | 베이징       |
| 이집트인     | 람세스 2세          | 테베         |
| 영국인       | 엘리자베스 1세      | 런던         |
| 프랑스인     | 나폴레옹 보나파르트 | 파리         |
| 독일인       | 프리드리히 대왕     | 베를린       |
| 그리스인     | 알렉산더 대왕       | 아테네       |
| 인도인       | 모한다스 간디       | 델리         |
| 몽골인       | 칭기스 칸           | 사마르칸트   |
| 로마인       | 율리우스 카이사르   | 로마         |
| 러시아인     | 이오시프 스탈린     | 모스크바     |
| 줄루         | 샤카 줄루           | 짐바브웨     |

## 평가
| 평가                                                                                            |               |
| ----------------------------------------------------------------------------------------------- | ------------- |
| 평론 점수 평론사 점수 올게임 [ 1 ] 게임 인포머 8.5/10 (SNES) [ 2 ] Next Generation (SNES) [ 3 ] |               |
| 평론 점수                                                                                       |               |
| 평론사                                                                                          | 점수          |
| 올게임                                                                                          | [ 1 ]         |
| 게임 인포머                                                                                     | 8.5/10 (SNES) |
| Next Generation                                                                                 | (SNES)        |